# L'Abadia (Paüls)
L'Abadia és una obra de Paüls (Baix Ebre) inclosa a l'Inventari del Patrimoni Arquitectònic de Catalunya.

## Descripció
Aquesta casa presenta un total de cinc plantes, però està situada sobre un solar amb tant fort desnivell que el carrer superior només en presenta dos. Ambdós portes d'accés són fetes de carreus amb toscs arcs de mig punt adovellats. Pel c/ Ca la vila presenta al pis més alt antiga golfa oberta.

## Història
L'antiga abadia és un edifici destacable dintre la part més antiga de Paüls; avui habitatge particular, tenia un origen medieval (s'hi va trobar una taula medieval a l'església vella). Fou reformada.